# Divizia A 2003-2004
La Divizia A 2003-2004 è stata la 86ª edizione della massima serie del campionato di calcio rumeno, disputato tra il 9 agosto 2003 e il 3 giugno 2004 e concluso con la vittoria finale della Dinamo București, al suo diciassettesimo titolo.
Capocannoniere del torneo fu Ionel Dănciulescu (Dinamo București), con 21 reti.

## Formula
Come nella stagione precedente le squadre partecipanti furono 16 e disputarono un turno di andata e ritorno per un totale di trenta partite.
Le ultime due classificate retrocedettero in Divizia B mentre terzultima e quartultima spareggiarono con la terza e quarta classificata della seconda serie.
Le qualificate alle coppe europee furono quattro: la vincente alla UEFA Champions League 2003-2004, la seconda e la vincitrice della coppa di Romania alla Coppa UEFA 2003-2004, più un'altra squadra alla Coppa Intertoto 2003.

## Classifica finale
|    | Classifica            | G  | V  | N  | P  | GF | GS | Dif | Pt |
| -- | --------------------- | -- | -- | -- | -- | -- | -- | --- | -- |
| 1  | Dinamo București      | 30 | 22 | 4  | 4  | 71 | 30 | +41 | 70 |
| 2  | Steaua București      | 30 | 18 | 10 | 2  | 60 | 20 | +40 | 64 |
| 3  | Rapid București       | 30 | 16 | 7  | 7  | 51 | 32 | +19 | 55 |
| 4  | Universitatea Craiova | 30 | 11 | 11 | 8  | 38 | 34 | +4  | 44 |
| 5  | Oțelul Galați         | 30 | 10 | 13 | 7  | 30 | 26 | +4  | 43 |
| 6  | Apulum Alba-Iulia     | 30 | 11 | 8  | 11 | 32 | 47 | -15 | 41 |
| 7  | Național              | 30 | 11 | 6  | 13 | 36 | 39 | -3  | 39 |
| 8  | Poli Timișoara        | 30 | 9  | 12 | 9  | 30 | 40 | -10 | 39 |
| 9  | Farul Constanța       | 30 | 9  | 10 | 11 | 39 | 42 | -3  | 37 |
| 10 | FC Argeș              | 30 | 9  | 9  | 12 | 31 | 35 | -4  | 36 |
| 11 | FC Brașov             | 30 | 10 | 6  | 14 | 40 | 42 | -2  | 36 |
| 12 | Gloria Bistrița       | 30 | 9  | 8  | 13 | 36 | 48 | -12 | 35 |
| 13 | FCM Bacău             | 30 | 7  | 10 | 13 | 29 | 43 | -14 | 31 |
| 14 | Ceahlăul Piatra-Neamț | 30 | 7  | 9  | 14 | 34 | 50 | -16 | 30 |
| 15 | Petrolul Ploiești     | 30 | 6  | 9  | 15 | 38 | 55 | -17 | 27 |
| 16 | FC Bihor Oradea       | 30 | 6  | 6  | 18 | 38 | 50 | -12 | 24 |

### Verdetti
- Dinamo București Campione di Romania 2003-04.
- Ceahlăul Piatra-Neamț, Petrolul Ploiești e Bihor Oradea retrocesse in Divizia B.

### Qualificazioni alle Coppe europee
- UEFA Champions League 2004-2005: Dinamo București ammesso al secondo turno preliminare.
- Coppa UEFA 2004-2005: Oțelul Galați  ammesso al primo turno preliminare Steaua Bucarest ammessa al secondo turno preliminare.
- Coppa Intertoto 2005: Gloria Bistrița ammesso al primo turno.